# Phiditiidae
Phiditiidae este o familie de molii. Înainte de a fi consiedrată ca familie de sine stătătoare, a fost plasată ca subfamilie (Phiditiinae) în familia Bombycidae.

## Diversitate
Familia este formată din 4 genuri și aproximativ 25 de specii.

## Genuri
- Phiditia Möschler, 1883
- Rolepa Walker, 1855
- Sorocaba Moore, 1882
- Tepilia Walker, 1855